# Хасанов, Акрам
Акрам Хасанов (тадж. Акрам Ҳасанов; 1911 — 4 октября 1966) — советский хозяйственный, государственный и политический деятель, председатель колхоза имени Ленина Шахринауского района Сталинабадской области, Таджикская ССР. Герой Социалистического Труда.

## Биография
Родился в 1911 году. Член КПСС с 1942 года.
С 1929 года — на хозяйственной, общественной и политической работе. В 1929—1966 гг. — чоряккор, колхозник колхоза имени Тельмана Гиссарского района, звеньевой колхоза, бригадир, заместитель председателя колхоза, председатель колхоза имени Ленина Гиссарского района Таджикской ССР.
В 1948 году колхоз имени Ленина под руководством Акрама Хасанова сдал государству в среднем по 90,2 центнера хлопка с площади в 42 гектара. Указом Президиума Верховного Совета СССР от 3 мая 1949 года удостоен звания Героя Социалистического Труда «за получение высоких урожаев хлопка при выполнении колхозами обязательных поставок и контрактации по всем видам сельскохозяйственной продукции, натуроплаты за работу МТС в 1948 году и обеспеченности семенами всех культур в размере полной потребности для весеннего посева 1949 года» с вручением ордена Ленина и золотой медали «Серп и Молот».
Избирался депутатом Верховного Совета Таджикской ССР 2-5-го созывов.
Умер в Гиссарском районе в 1966 году.